# Ильинка (Антрацитовский район)
Ильинка (укр. Іллінка) — село, относится к Антрацитовскому району Луганской области Украины. Под контролем самопровозглашённой Луганской Народной Республики.

## География
Расположено на правом берегу реки Юськиной. Соседние населённые пункты: сёла Леськино на западе, Рафайловка на северо-западе; посёлки Горняк на юго-западе, Тацино (ниже по течению Юськиной) на юге, Михайловка на юго-востоке, Кошары, Лозы на северо-востоке.

## Население
Население по переписи 2001 года составляло 26 человек.

## Общие сведения
Почтовый индекс — 94682. Телефонный код — 6431. Занимает площадь 0,106 км².

## Местный совет
94682, Луганская обл., Антрацитовский р-н, с. Рафайловка, ул. Подлесная, 27а